# Sielsowiet Sporów
Sielsowiet Sporów (biał. Спораўскі сельсавет, Sporauski sielsawiet; ros. Споровский сельсовет) – sielsowiet na Białorusi, w obwodzie brzeskim, w rejonie bereskim, z siedzibą w Sporowie.

## Demografia
Według spisu z 2009 sielsowiet Sporów zamieszkiwało 1932 osób, w tym 1849 Białorusinów (95,70%), 56 Rosjan (2,90%), 22 Ukraińców (1,14%), 2 Polaków (0,10%) i 3 osoby innych narodowości.

## Geografia i transport
Sielsowiet położony jest w południowowschodniej części rejonu bereskiego. Na jego terytorium częściowo znajdują się Jezioro Sporowskie i Sporowski Rezerwat Biologiczny.
Przez sielsowiet przebiega droga republikańska R136.

## Miejscowości
- agromiasteczko:
  - Sporów
- wieś:
  - Zdzitów